# Zakład Przetwórstwa Owocowo-Warzywnego Owintar
Zakład Przetwórstwa Owocowo-Warzywnego Owintar – polskie przedsiębiorstwo powstałe na bazie dawnego Browaru Książąt Sanguszków w Tarnowie. W Owintarze produkowano dżemy, powidła, koncentraty, soki owocowe i warzywne, owocowe wina, musztardy i ocet. W 1998 roku przedsiębiorstwo ogłosiło upadłość.

## Historia

### Dzieje zakładu

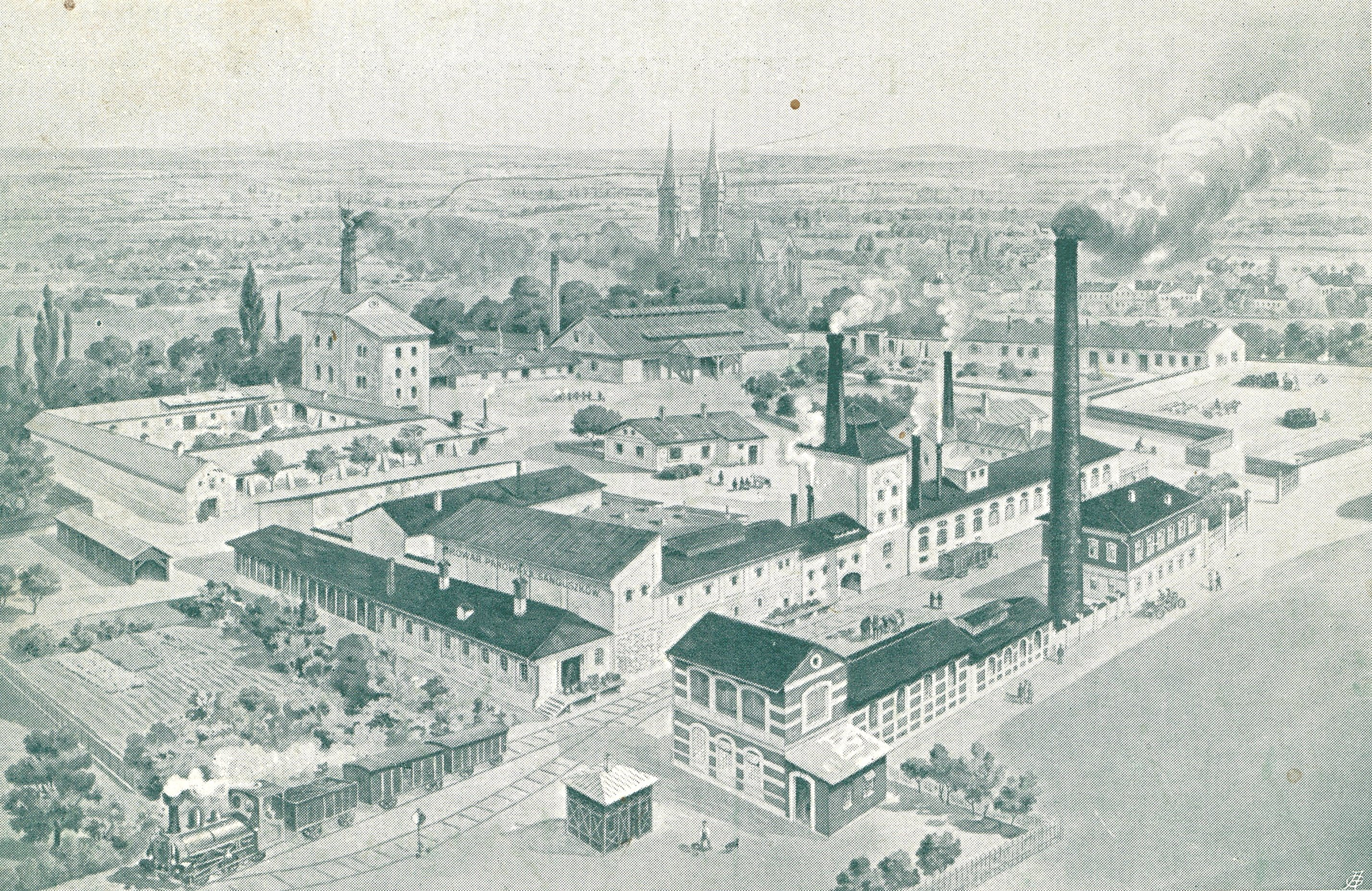
Browar Książąt Sanguszków

Budowa browaru Sanguszków u zbiegu ulic Krakowskiej i Bandrowskiego rozpoczęła się w 1813 roku, w 1826 uruchomiono produkcję piwa. Zakład wybudował Eustachy Erazm Sanguszko. Budynek zaprojektował dla Sanguszków w 1894 roku Franciszek Hackbeil st. (1851–1904). Browar działał do 1940 roku.
W Polsce Ludowej zniszczony przez Niemców browar znacjonalizowano i utworzono Przetwórnię Owocowo-Warzywną „Owintar”. Produkcję rozpoczęto w 1951 roku. Przez niemal pół wieku w tarnowskich zakładach produkowano między innymi wina białe, owocowe i słodkie Leliwa, a także inne napoje alkoholowe, takie jak: Rambo, Fruktowin, Kwiat Jabłoni, Kmicic.
Przez lata firma radziła sobie na lokalnym rynku. Jej produkty sprzedawano również w Europie. Po zmianie systemu politycznego i po kolejnych nieudanych próbach prywatyzacji w 1998 roku Owintar upadł. Pracę straciło wówczas 400 osób. Także okoliczni rolnicy, którzy dostarczali swoje produkty na przetwory do tarnowskiego zakładu, tracąc istotny dla nich rynek zbytu, pozbawieni zostali możliwości zarobku.
W 2008 roku większość budynków została wyburzona, a grunty, położone w atrakcyjnym miejscu w centrum miasta, nieopodal dworca kolejowego, przeszły w ręce prywatnych właścicieli. Całość liczy około 6 hektarów.  

### Zagospodarowanie terenu

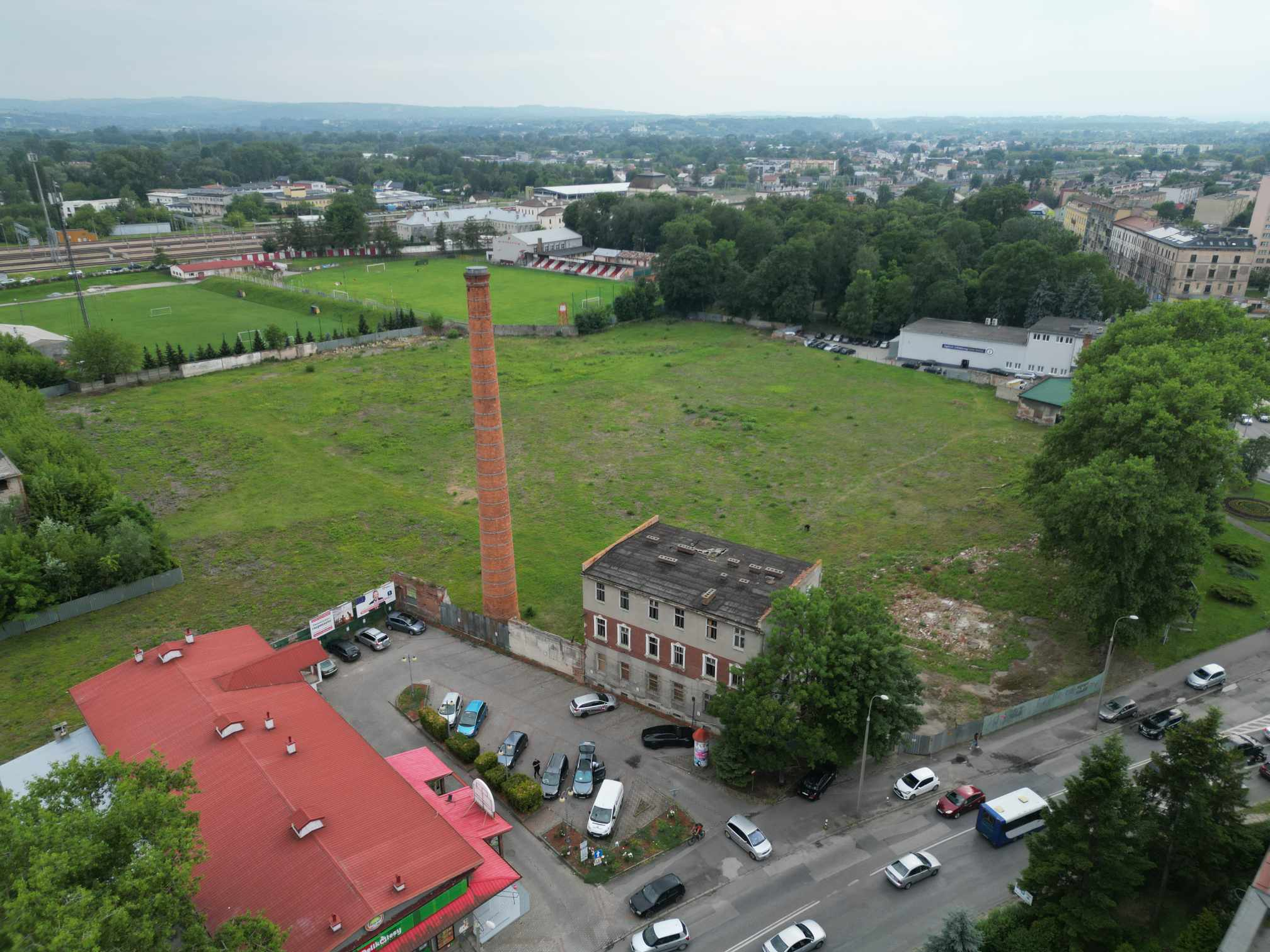
Tereny dawnego zakładu Owintar. Widoczny z lotu ptaka zabytkowy komin i budynek produkcyjny.Zieleń na drugin planie to drzewa Plant Kolejowych, a na lewo od nich stadion MKS Tarnovia. Ulica na pierwszym planie to ulica Narutowicza. (Stan około 2024 r.)

Po upadku przedsiębiorstwa powstało kilka koncepcji zagospodarowania terenu po Owintarze. W 2018 roku miasto zorganizowało konkurs na projekt zagospodarowania terenu, chociaż należał on do prywatnych właścicieli. W tym samym roku rzeszowska firma Franc otrzymała pozwolenie na remont i przebudowę budynku, jednak ostatecznie do tego nie doszło. Również spółka Plaza Centers zamierzała budować na terenie dawnego Owintaru galerię handlową. Projekt zakończył się niepowodzeniem – powodem był brak porozumienia z miastem co do proporcji między usługami i handlem w przyszłej galerii. W tym miejscu miał powstać także supermarket spożywczy Kaufland. 
W lutym 2022 roku prezydent Tarnowa Roman Ciepiela wydał decyzję o środowiskowych uwarunkowaniach dla budowy zespołu budynków wielorodzinnych i usługowych na terenie dawnego Owintaru. Według planów spółki ma tam powstać ponad 800 mieszkań, 1000 miejsc parkingowych i około 100 miejsc pracy.  W 2024 spółka CD Locum była w trakcie uzgadniania planowanej przez siebie inwestycji z tarnowską konserwator zabytków. W czerwcu 2025 roku ta spółka wraz z projektantem APA Wojciechowski Architekci oficjalnie przedstawiła swoje plany dotyczące zamiany tego miejsca na osiedle mieszkaniowe "Browary Tarnowskie" posiadające 600 mieszkań w nowoczesnej zabudowie, zieleń, podziemne parkingi, miejsce dla miejskiej sztuki, klub mieszkańca, żłobek, przedszkole oraz tereny rekreacyjne. To miejsce pomimo zmian ma zachować swoją historyczną wartość. "Kamienica", czyli zabytkowy budynek administracji zachowa swoją funkcjonalność, charakterystyczny ceglany komin browaru książąt Sanguszków oraz fragment starej ściany - te kluczowe elementy dawnej zabudowy będą zachowane i odrestaurowane.

## Marka Owintar
W 2022 roku okoliczni rolnicy zastrzegli w Urzędzie Patentowym nazwę Owintar. Uzyskali dotację na zakup maszyn i przygotowywali się do uruchomienia produkcji, która ma nawiązywać do wyrobów zlikwidowanego Zakładu Przetwórstwa Owocowo-Warzywnego Owintar. W planach jest produkcja powideł, dżemów i soków. W późniejszym czasie możliwe jest też wytwarzanie octu, żurku oraz alkoholu. Proces produkcji ma odbywać się bezpośrednio u rolników oraz w Centrum Produktu Lokalnego w Rzuchowej.  
Na bazie 200-letniej tradycji zakładu ma powstać też ekspozycja z zachowanymi pamiątkami i zostanie przygotowane pomieszczenie do prowadzenia degustacji dla turystów. 
W lutym 2024 roku Centrum Produktu Lokalnego Rzuchowa opublikowało informację o tym, że pracownia graficzna Umbra Design zaprojektowała księgę wizualizacji znaku marki Owintar.  